# Mosnes
Mosnes és un municipi francès, situat al departament de l'Indre i Loira i a la regió de Centre – Vall del Loira. L'any 2007 tenia 751 habitants.

## Demografia

### Població
El 2007 la població de fet de Mosnes era de 751 persones. Hi havia 298 famílies, de les quals 72 eren unipersonals (44 homes vivint sols i 28 dones vivint soles), 111 parelles sense fills, 95 parelles amb fills i 20 famílies monoparentals amb fills.
La població ha evolucionat segons el següent gràfic:
Habitants censats

### Habitatges
El 2007 hi havia 381 habitatges, 315 eren l'habitatge principal de la família, 50 eren segones residències i 15 estaven desocupats. 374 eren cases i 5 eren apartaments. Dels 315 habitatges principals, 266 estaven ocupats pels seus propietaris, 42 estaven llogats i ocupats pels llogaters i 8 estaven cedits a títol gratuït; 3 tenien una cambra, 20 en tenien dues, 65 en tenien tres, 76 en tenien quatre i 151 en tenien cinc o més. 173 habitatges disposaven pel capbaix d'una plaça de pàrquing. A 130 habitatges hi havia un automòbil i a 161 n'hi havia dos o més.

### Piràmide de població
La piràmide de població per edats i sexe el 2009 era:
| Homes | Edats   | Dones |
| ----- | ------- | ----- |
| 0     | 95 o +  | 0     |
| 0     | 90 a 94 | 4     |
| 4     | 85 a 89 | 4     |
| 0     | 80 a 84 | 8     |
| 32    | 75 a 79 | 20    |
| 24    | 70 a 74 | 40    |
| 8     | 65 a 69 | 20    |
| 16    | 60 a 64 | 4     |
| 20    | 55 a 59 | 24    |
| 36    | 50 a 54 | 24    |
| 28    | 45 a 49 | 20    |
| 24    | 40 a 44 | 40    |
| 28    | 35 a 39 | 28    |
| 24    | 30 a 34 | 28    |
| 12    | 25 a 29 | 16    |
| 24    | 20 a 24 | 8     |
| 36    | 15 a 19 | 12    |
| 24    | 10 a 14 | 36    |
| 28    | 5 a 9   | 20    |
| 8     | 0 a 4   | 32    |

## Economia
El 2007 la població en edat de treballar era de 475 persones, 374 eren actives i 101 eren inactives. De les 374 persones actives 345 estaven ocupades (182 homes i 163 dones) i 30 estaven aturades (14 homes i 16 dones). De les 101 persones inactives 48 estaven jubilades, 31 estaven estudiant i 22 estaven classificades com a «altres inactius».

### Ingressos
El 2009 a Mosnes hi havia 322 unitats fiscals que integraven 767 persones, la mediana anual d'ingressos fiscals per persona era de 17.788 €.

### Activitats econòmiques
Dels 26 establiments que hi havia el 2007, 1 era d'una empresa alimentària, 1 d'una empresa de fabricació d'altres productes industrials, 9 d'empreses de construcció, 3 d'empreses de comerç i reparació d'automòbils, 3 d'empreses de transport, 3 d'empreses d'hostatgeria i restauració, 1 d'una empresa immobiliària, 3 d'empreses de serveis i 2 d'empreses classificades com a «altres activitats de serveis».
Dels 10 establiments de servei als particulars que hi havia el 2009, 1 era un taller de reparació d'automòbils i de material agrícola, 1 paleta, 1 guixaire pintor, 2 fusteries, 2 lampisteries, 1 perruqueria i 2 restaurants.
L'únic establiment comercial que hi havia el 2009 era una fleca.
L'any 2000 a Mosnes hi havia 29 explotacions agrícoles que ocupaven un total de 493 hectàrees.

## Equipaments sanitaris i escolars
El 2009 hi havia una escola elemental integrada dins d'un grup escolar amb les comunes properes formant una escola dispersa.

## Poblacions més properes
El següent diagrama mostra les poblacions més properes.